# هنري هوبارت
هنري هوبارت (بالإنجليزية: Henry Hobart)‏ هو منتج أفلام أمريكي، ولد في 22 مارس 1888 في بروكلين في الولايات المتحدة، وتوفي في 1951 في لوس أنجلوس في الولايات المتحدة.

## وصلات خارجية
- هنري هوبارت على موقع IMDb (الإنجليزية)
- هنري هوبارت على موقع تيرنر كلاسيك موفيز (الإنجليزية)
- هنري هوبارت على موقع قاعدة بيانات الفيلم (الإنجليزية)